# Tatiana Calderón
Tatiana Calderón Noguera (ur. 10 marca 1993 w Bogocie) – kolumbijska zawodniczka startująca w wyścigach samochodowych. Od sezonu 2018 jest kierowcą testowym Alfy Romeo w Formule 1.

## Życiorys

### Początki kariery
Calderón rozpoczęła karierę w wyścigach samochodowych w wieku 15 lat w 2008 roku poprzez starty w klasei Scholarship Skip Barber National Karting. Rok później w Radical European Master Series, klasie SR5 zdołała wygrać wyścig i dziesięciokrotnie stawała na podium. Wystarczyło to na 240 punktów i tytuł wicemistrzowski w serii.
Rok później w Star Mazda Championship Presented by Goodyear Kolumbijka w ciągu 13 wyścigów uzbierała 320 punktów, co starczyło na 10 lokatę w klasyfikacji generalnej. Rok później w tej samej serii dwukrotnie stawał na podium. Pozwoliło to na 6 pozycję w klasyfikacji końcowej.

### Formuła 3
W latach 2011–2012 Calderón rozpoczęła starty w European F3 Open. W głównej serii nie stanęła ani raz na podium. W latach tych zajęła odpowiednio 21 i 9 lokatę w klasyfikacji kierowców. Nieco lepiej spisała się w edycji zimowej w sezonie 2012. Była tam bowiem w stanie stanąć na podium. W tym samym toku pojawiła się także na starcie Alpejskiej Formuły Renault. Tam jednak nie była sklasyfikowana.
Na sezon 2013 Kolumbijka podpisała kontrakt z brytyjską ekipą Double R Racing na starty w Europejskiej Formule 3 oraz w Brytyjskiej Formule 3. Jedynie w edycji brytyjskiej była klasyfikowana. Z dorobkiem 79 punktów ukończyła tam sezon na siódmej pozycji w klasyfikacji generalnej.
W 2014 roku Calderón zmieniła zespół na szwajcarski Jo Zeller Racing. Wystartowała łącznie w 33 wyścigach, w ciągu których uzbierała 29 punktów. Wystarczyło to na piętnaste miejsce w końcowej klasyfikacji kierowców.
W sezonie 2015 przeniosła się do brytyjskiej ekipy Carlin. W ciągu trzydziestu trzech rozegranych wyścigu ani razu nie udało jej się jednak zapunktować. Najbliżej czołowej dziesiątki była podczas drugiego startu na niemieckim torze ulicznym Norisring, gdzie była dwunasta.

### Mistrzostwa MRF Challenge Formula 2000
W przerwie zimowej zaangażowała się w MRF Challenge Formula 2000. Kolumbijka spisała się nadspodziewanie dobrze, siedmiokrotnie meldując się na podium. Na torze w Dubaju odniosła pierwsze w karierze zwycięstwo. Dorobek 199 pozwolił jej sięgnąć po tytuł wicemistrzowski.

### Seria GP3
W roku 2016 przeniosła się do serii GP3, w której nawiązała współpracę z brytyjską ekipą Arden International.

## Wyniki

### GP3
| Legenda oznaczeń w tabelach wyników Wyświetl szablon na nowej stronie | Legenda oznaczeń w tabelach wyników Wyświetl szablon na nowej stronie                                                                     |
| Oznaczenie                                                            | Wyjaśnienie |
| --------------------------------------------------------------------- | --- |
| Złoty                                                                 | Zwycięzca lub mistrzostwo |
| Srebrny                                                               | 2. miejsce lub wicemistrzostwo |
| Brązowy                                                               | 3. miejsce lub II wicemistrzostwo |
| Zielony                                                               | Ukończył, punktował (w klasyfikacji generalnej, gdy zdobył co najmniej jeden punkt na przestrzeni sezonu, poza trzema powyższymi opcjami) |
| Niebieski                                                             | Ukończył, nie punktował (w klasyfikacji generalnej, gdy nie zdobył co najmniej jednego punktu na przestrzeni sezonu)                      |
| Czerwony                                                              | Nie zakwalifikował się (NZ) |
| Czerwony                                                              | Nie prekwalifikował się (NPK) |
| Różowy                                                                | Nie ukończył (NU) |
| Różowy                                                                | Niesklasyfikowany (NS) (w klasyfikacji generalnej, gdy nie został sklasyfikowany w żadnym wyścigu sezonu)                                 |
| Czarny                                                                | Zdyskwalifikowany (DK) |
| Czarny                                                                | Wykluczony (WYK/EX) |
| Biały                                                                 | Nie wystartował (NW) |
| Biały                                                                 | Kontuzjowany (K/INJ) |
| Biały                                                                 | Wyścig odwołany (OD/C) |
| Bez koloru                                                            | Został wycofany (WYC/WD) |
| Bez koloru                                                            | Nie przybył (NP/DNA) |
| Bez koloru                                                            | Nie brał udziału w treningach (NT/DNP) |
| Bez koloru                                                            | Nie został zgłoszony (–) |
| Pogrubienie                                                           | Start z pole position |
| Kursywa                                                               | Najszybsze okrążenie wyścigu |
| †                                                                     | Nie ukończył, ale jego rezultat został zaliczony ze względu na przejechanie więcej niż 90% dystansu wyścigu.                              |
| *                                                                     | Sezon w trakcie |
| 1/2/3                                                                 | Punktowana pozycja w sprincie kwalifikacyjnym                                                                                             |
| Lista systemów punktacji Formuły 1                                    | |

| Rok  | Zespół              | Wyniki w poszczególnych eliminacjach | Wyniki w poszczególnych eliminacjach | Wyniki w poszczególnych eliminacjach | Wyniki w poszczególnych eliminacjach | Wyniki w poszczególnych eliminacjach | Wyniki w poszczególnych eliminacjach | Wyniki w poszczególnych eliminacjach | Wyniki w poszczególnych eliminacjach | Wyniki w poszczególnych eliminacjach | Wyniki w poszczególnych eliminacjach | Wyniki w poszczególnych eliminacjach | Wyniki w poszczególnych eliminacjach | Wyniki w poszczególnych eliminacjach | Wyniki w poszczególnych eliminacjach | Wyniki w poszczególnych eliminacjach | Wyniki w poszczególnych eliminacjach | Wyniki w poszczególnych eliminacjach | Wyniki w poszczególnych eliminacjach | Punkty | Pozycja |
| ---- | ------------------- | ------------------------------------ | ------------------------------------ | ------------------------------------ | ------------------------------------ | ------------------------------------ | ------------------------------------ | ------------------------------------ | ------------------------------------ | ------------------------------------ | ------------------------------------ | ------------------------------------ | ------------------------------------ | ------------------------------------ | ------------------------------------ | ------------------------------------ | ------------------------------------ | ------------------------------------ | ------------------------------------ | ------ | ------- |
| 2016 | Arden International | ESP                                  | ESP                                  | AUT                                  | AUT                                  | GBR                                  | GBR                                  | HUN                                  | HUN                                  | GER                                  | GER                                  | BEL                                  | BEL                                  | ITA                                  | ITA                                  | MAL                                  | MAL                                  | ARE                                  | ARE                                  | 2      | 21      |
| 2016 | Arden International | 14                                   | 18                                   | 17                                   | NU                                   | 17                                   | 20                                   | 21                                   | 21                                   | 10                                   | 9                                    | 14                                   | NU                                   | 10                                   | 16                                   | NU                                   | 15                                   | NU                                   | NU                                   | 2      | 21      |
| 2017 | DAMS                | CAT                                  | CAT                                  | RBR                                  | RBR                                  | SIL                                  | SIL                                  | HUN                                  | HUN                                  | SPA                                  | SPA                                  | MNZ                                  | MNZ                                  | JER                                  | JER                                  | YMC                                  | YMC                                  |                                      |                                      | 7      | 18      |
| 2017 | DAMS                | 14                                   | NU                                   | 13                                   | 12                                   | 14                                   | 15                                   | NU                                   | 13                                   | 16                                   | 13                                   | 7                                    | OD                                   | 13                                   | 8                                    | 16                                   | 15                                   |                                      |                                      | 7      | 18      |
| 2018 | Jenzer Motorsport   | CAT                                  | CAT                                  | LEC                                  | LEC                                  | RBR                                  | RBR                                  | SIL                                  | SIL                                  | HUN                                  | HUN                                  | SPA                                  | SPA                                  | MNZ                                  | MNZ                                  | SOC                                  | SOC                                  | YMC                                  | YMC                                  | 11     | 16      |
| 2018 | Jenzer Motorsport   | NU                                   | NU                                   | 17                                   | 16                                   | 12                                   | 12                                   | NU                                   | 10                                   | 11                                   | 8                                    | 10                                   | 9                                    | 15                                   | 6                                    | 10                                   | 7                                    | 10                                   | 8                                    | 11     | 16      |

### Formuła 2
| Rok  | Zespół                | Wyniki w poszczególnych eliminacjach | Wyniki w poszczególnych eliminacjach | Wyniki w poszczególnych eliminacjach | Wyniki w poszczególnych eliminacjach | Wyniki w poszczególnych eliminacjach | Wyniki w poszczególnych eliminacjach | Wyniki w poszczególnych eliminacjach | Wyniki w poszczególnych eliminacjach | Wyniki w poszczególnych eliminacjach | Wyniki w poszczególnych eliminacjach | Wyniki w poszczególnych eliminacjach | Wyniki w poszczególnych eliminacjach | Wyniki w poszczególnych eliminacjach | Wyniki w poszczególnych eliminacjach | Wyniki w poszczególnych eliminacjach | Wyniki w poszczególnych eliminacjach | Wyniki w poszczególnych eliminacjach | Wyniki w poszczególnych eliminacjach | Wyniki w poszczególnych eliminacjach | Wyniki w poszczególnych eliminacjach | Wyniki w poszczególnych eliminacjach | Wyniki w poszczególnych eliminacjach | Wyniki w poszczególnych eliminacjach | Wyniki w poszczególnych eliminacjach | Wyniki w poszczególnych eliminacjach | Wyniki w poszczególnych eliminacjach | Wyniki w poszczególnych eliminacjach | Wyniki w poszczególnych eliminacjach | Punkty | Pozycja |
| ---- | --------------------- | ------------------------------------ | ------------------------------------ | ------------------------------------ | ------------------------------------ | ------------------------------------ | ------------------------------------ | ------------------------------------ | ------------------------------------ | ------------------------------------ | ------------------------------------ | ------------------------------------ | ------------------------------------ | ------------------------------------ | ------------------------------------ | ------------------------------------ | ------------------------------------ | ------------------------------------ | ------------------------------------ | ------------------------------------ | ------------------------------------ | ------------------------------------ | ------------------------------------ | ------------------------------------ | ------------------------------------ | ------------------------------------ | ------------------------------------ | ------------------------------------ | ------------------------------------ | ------ | ------- |
| 2019 | BWT Arden             | BHR                                  | BHR                                  | BAK                                  | BAK                                  | CAT                                  | CAT                                  | MON                                  | MON                                  | LEC                                  | LEC                                  | RBR                                  | RBR                                  | SIL                                  | SIL                                  | HUN                                  | HUN                                  | SPA                                  | SPA                                  | MNZ                                  | MNZ                                  | SOC                                  | SOC                                  | YAS                                  | YAS                                  |                                      |                                      |                                      |                                      | 0      | 22      |
| 2019 | BWT Arden             | 13                                   | 15                                   | NU                                   | NU                                   | 13                                   | 13                                   | 14                                   | NU                                   | 11                                   | 19†                                  | 17                                   | 13                                   | 14                                   | 16                                   | 16                                   | NU                                   | OD                                   | OD                                   | NU                                   | 14                                   | 15                                   | 16                                   | 16                                   | 14                                   |                                      |                                      |                                      |                                      | 0      | 22      |
| 2022 | Charouz Racing System | BHR                                  | BHR                                  | JED                                  | JED                                  | IMO                                  | IMO                                  | CAT                                  | CAT                                  | MON                                  | MON                                  | BAK                                  | BAK                                  | SIL                                  | SIL                                  | RBR                                  | RBR                                  | LEC                                  | LEC                                  | HUN                                  | HUN                                  | SPA                                  | SPA                                  | ZAN                                  | ZAN                                  | MNZ                                  | MNZ                                  | YAS                                  | YAS                                  | 0*     | 26*     |
| 2022 | Charouz Racing System | –                                    | –                                    | –                                    | –                                    | –                                    | –                                    | –                                    | –                                    | –                                    | –                                    | –                                    | –                                    | –                                    | –                                    | –                                    | –                                    | –                                    | –                                    | –                                    | –                                    | 19                                   | 18                                   | NU                                   | NU                                   | NU                                   | NW                                   |                                      |                                      | 0*     | 26*     |

### Super Formula
| Legenda oznaczeń w tabelach wyników Wyświetl szablon na nowej stronie | Legenda oznaczeń w tabelach wyników Wyświetl szablon na nowej stronie                                                                     |
| Oznaczenie                                                            | Wyjaśnienie |
| --------------------------------------------------------------------- | --- |
| Złoty                                                                 | Zwycięzca lub mistrzostwo |
| Srebrny                                                               | 2. miejsce lub wicemistrzostwo |
| Brązowy                                                               | 3. miejsce lub II wicemistrzostwo |
| Zielony                                                               | Ukończył, punktował (w klasyfikacji generalnej, gdy zdobył co najmniej jeden punkt na przestrzeni sezonu, poza trzema powyższymi opcjami) |
| Niebieski                                                             | Ukończył, nie punktował (w klasyfikacji generalnej, gdy nie zdobył co najmniej jednego punktu na przestrzeni sezonu)                      |
| Czerwony                                                              | Nie zakwalifikował się (NZ) |
| Czerwony                                                              | Nie prekwalifikował się (NPK) |
| Różowy                                                                | Nie ukończył (NU) |
| Różowy                                                                | Niesklasyfikowany (NS) (w klasyfikacji generalnej, gdy nie został sklasyfikowany w żadnym wyścigu sezonu)                                 |
| Czarny                                                                | Zdyskwalifikowany (DK) |
| Czarny                                                                | Wykluczony (WYK/EX) |
| Biały                                                                 | Nie wystartował (NW) |
| Biały                                                                 | Kontuzjowany (K/INJ) |
| Biały                                                                 | Wyścig odwołany (OD/C) |
| Bez koloru                                                            | Został wycofany (WYC/WD) |
| Bez koloru                                                            | Nie przybył (NP/DNA) |
| Bez koloru                                                            | Nie brał udziału w treningach (NT/DNP) |
| Bez koloru                                                            | Nie został zgłoszony (–) |
| Pogrubienie                                                           | Start z pole position |
| Kursywa                                                               | Najszybsze okrążenie wyścigu |
| †                                                                     | Nie ukończył, ale jego rezultat został zaliczony ze względu na przejechanie więcej niż 90% dystansu wyścigu.                              |
| *                                                                     | Sezon w trakcie |
| 1/2/3                                                                 | Punktowana pozycja w sprincie kwalifikacyjnym                                                                                             |
| Lista systemów punktacji Formuły 1                                    | |

| Rok  | Zespół                     | Wyniki w poszczególnych eliminacjach | Wyniki w poszczególnych eliminacjach | Wyniki w poszczególnych eliminacjach | Wyniki w poszczególnych eliminacjach | Wyniki w poszczególnych eliminacjach | Wyniki w poszczególnych eliminacjach | Wyniki w poszczególnych eliminacjach | Punkty | Pozycja |
| ---- | -------------------------- | ------------------------------------ | ------------------------------------ | ------------------------------------ | ------------------------------------ | ------------------------------------ | ------------------------------------ | ------------------------------------ | ------ | ------- |
| 2020 | Drago Corse with ThreeBond | MOT                                  | OKA                                  | SUG                                  | AUT                                  | SZU                                  | SZU                                  | FUJ                                  | 0      | 23      |
| 2020 | Drago Corse with ThreeBond | 12                                   | –                                    | –                                    | 16                                   | 13                                   | 12                                   | 17                                   | 0      | 23      |
| 2021 | Drago Corse with ThreeBond | FUJ                                  | SZU                                  | AUT‡                                 | SUG                                  | MOT                                  | MOT                                  | SZU                                  | 0      | 24      |
| 2021 | Drago Corse with ThreeBond | 13                                   | 17                                   | –                                    | –                                    | –                                    | NU                                   | 19                                   | 0      | 24      |

‡ - Przyznano połowę punktów, gdyż zostało przejechane mniej niż 75% wyścigu.

### IndyCar Series
| Rok  | Zespół                | Samochód     | Silnik    | Wyniki w poszczególnych eliminacjach | Wyniki w poszczególnych eliminacjach | Wyniki w poszczególnych eliminacjach | Wyniki w poszczególnych eliminacjach | Wyniki w poszczególnych eliminacjach | Wyniki w poszczególnych eliminacjach | Wyniki w poszczególnych eliminacjach | Wyniki w poszczególnych eliminacjach | Wyniki w poszczególnych eliminacjach | Wyniki w poszczególnych eliminacjach | Wyniki w poszczególnych eliminacjach | Wyniki w poszczególnych eliminacjach | Wyniki w poszczególnych eliminacjach | Wyniki w poszczególnych eliminacjach | Wyniki w poszczególnych eliminacjach | Wyniki w poszczególnych eliminacjach | Wyniki w poszczególnych eliminacjach | Punkty | Pozycja |
| ---- | --------------------- | ------------ | --------- | ------------------------------------ | ------------------------------------ | ------------------------------------ | ------------------------------------ | ------------------------------------ | ------------------------------------ | ------------------------------------ | ------------------------------------ | ------------------------------------ | ------------------------------------ | ------------------------------------ | ------------------------------------ | ------------------------------------ | ------------------------------------ | ------------------------------------ | ------------------------------------ | ------------------------------------ | ------ | ------- |
| 2022 | A.J. Foyt Enterprises | Dallara DW12 | Chevrolet | STP                                  | TXS                                  | LBH                                  | ALA                                  | IGP1                                 | INDY                                 | DET                                  | ROA                                  | MDO                                  | TOR                                  | IOW                                  | IOW                                  | IGP2                                 | NSH                                  | GAT                                  | POR                                  | LAG                                  | 58     | 29      |
| 2022 | A.J. Foyt Enterprises | Dallara DW12 | Chevrolet | 24                                   | –                                    | 16                                   | 26                                   | 15                                   | –                                    | 23                                   | 25                                   | 25                                   | –                                    | –                                    | –                                    | –                                    | –                                    | –                                    | –                                    | –                                    | 58     | 29      |

### Podsumowanie
| Sezon     | Seria                                                | Zespół                     | Wyścigi | Zwycięstwa | PP | NO | Podium | Punkty | Pozycja |
| --------- | ---------------------------------------------------- | -------------------------- | ------- | ---------- | -- | -- | ------ | ------ | ------- |
| 2008      | Skip Barber National Karting – Scholarship Shoot Out |                            |         |            |    |    |        | 0      | NS      |
| 2009      | Radical European Master Series – SR5                 | Hope Pole Vision Racing    | 10      | 1          | 0  | 0  | 10     | 240    | 2       |
| 2010      | Star Mazda Championship Presented by Goodyear        | Juncos Racing              | 13      | 0          | 0  | 0  | 0      | 320    | 10      |
| 2011      | Brytyjska Formuła 3                                  | Juncos Racing              | 11      | 0          | 0  | 0  | 2      | 322    | 6       |
| 2011      | European F3 Open                                     | Team West-Tec              | 6       | 0          | 0  | 0  | 0      | 2      | 21      |
| 2012      | European F3 Open                                     | RACE                       | 16      | 0          | 0  | 0  | 0      | 56     | 9       |
| 2012      | Alpejska Formuła Renault 2.0                         | AV Formula                 | 4       | 0          | 0  | 0  | 0      | 0      | NS      |
| 2012      | European F3 Open (edycja zimowa)                     | EmiliodeVillota.com        | 2       | 0          | 0  | 0  | 1      | 0      | NS*     |
| 2012      | 6 Hours of Bogota                                    |                            | 1       | 0          | 0  | 0  | 0      | N/A    | 3       |
| 2012      | 6 Hours of Bogota – Fuerza Libre 1 Hasta 1,300 c.c.  |                            | 1       | 0          | 0  | 0  | 0      | N/A    | 2       |
| 2013      | Masters of Formula 3                                 | Double R Racing            | 1       | 0          | 0  | 0  | 0      | N/A    | 20      |
| 2013      | Europejska Formuła 3                                 | Double R Racing            | 29      | 0          | 0  | 0  | 0      | 0      | 32      |
| 2013      | Brytyjska Formuła 3                                  | Double R Racing            | 12      | 0          | 0  | 0  | 1      | 79     | 7       |
| 2013      | Toyota Racing Series                                 | ETEC Motorsport            | 15      | 0          | 0  | 0  | 0      | 432    | 12      |
| 2013      | European F3 Open                                     | EmiliodeVillota Motorsport | 2       | 0          | 0  | 0  | 0      | 0      | NS      |
| 2014      | Europejska Formuła 3                                 | Jo Zeller Racing           | 33      | 0          | 0  | 0  | 0      | 29     | 15      |
| 2014      | Euroformula Open Championship (edycja zimowa)        | EmiliodeVillota Motorsport | 1       | 0          | 0  | 0  | 0      | 0      | NS      |
| 2014      | Florida Winter Series                                |                            | 12      | 1          | 0  | 1  | 1      | 0      | NS*     |
| 2014      | Grand Prix Makau                                     | JZR/Mücke Motorsport       | 1       | 0          | 0  | 0  | 0      | 0      | 13      |
| 2015      | Europejska Formuła 3                                 | Jagonya Ayam with Carlin   | 33      | 0          | 0  | 0  | 0      | 0      | NS      |
| 2015/2016 | MRF Challenge - Formula 2000                         |                            | 14      | 1          | 0  | 1  | 7      | 199    | 2       |
| 2016      | Seria GP3                                            | Arden International        | 19      | 0          | 0  | 0  | 0      | 2      | 21      |
| 2016      | Euroformula Open Championship                        | Teo Martin Motorsport      | 10      | 0          | 0  | 0  | 1      | 66     | 9       |

* – Calderón nie była zaliczana do klasyfikacji.